# Raorhynchus meyeri
Raorhynchus meyeri är en hakmaskart som först beskrevs av Heinze 1934.  Raorhynchus meyeri ingår i släktet Raorhynchus och familjen Rhadinorhynchidae. Inga underarter finns listade i Catalogue of Life.